# Chen Zhongwei
Chen Zhongwei (chiń. 陈中伟; ur. 1929 w Ningbo, zm. 23 marca 2004 w Szanghaju) – ortopeda chiński.

## Życiorys
W 1954 roku ukończył akademię medyczną w Szanghaju. Był pionierem przyszywania ludziom utraconych kończyn. W styczniu 1963 roku jako pierwszy na świecie przeprowadził udaną operację replantacji całkowicie uciętej prawej ręki robotnikowi w Szanghaju. 
Pracował w szpitalu Zhongshan przy Uniwersytecie Fudan w Szanghaju; rodzina osiedliła się na stałe w USA, także Chen był posiadaczem tzw. zielonej karty.
Od 1980 roku był członkiem Chińskiej Akademii Nauk. Był także profesorem zaproszeniowym wielu światowych uczelni, m.in. Uniwersytetu Harvarda, uniwersytetów w Nowym Jorku, Oxfordzie, Zurychu i Osace. Opublikował 125 artykułów, w tym 33 w języku angielskim.
Zginął tragicznie, wypadając z balkonu swojego mieszkania.